# Gay-related immune deficiency
Gay-related immune deficiency (GRID, traducido libremente al español como inmunodeficiencia asociada a la homosexualidad) fue el primero de los nombres con que se conoció el síndrome de inmunodeficiencia adquirida (sida), tras el descubrimiento de casos de sarcoma de Kaposi y neumocistosis entre hombres homosexuales en el sur de California y Nueva York.
Durante la historia temprana del sida, se fundó una organización creada ad hoc llamada Gay Men's Health Crisis para combatir lo que los medios de la época describieron como una enfermedad que afectaba solamente a homosexuales producida por la promiscuidad sexual, el uso de drogas intravenosas o el uso de popper.
Dado que el sida era un cuadro nuevo, en los medios de comunicación durante los primeros años de la pandemia de VIH-sida, el cuadro de síntomas fue denominado de varias maneras, casi siempre peyorativas. Algunos de estos nombres son cáncer o peste rosa o lila, peste gay o síndrome homosexual. A estos se sumaron otros como community-acquired immunedeficiency (CAID, inmunodeficiencia adquirida por la comunidad) y acquired community immunedeficiency syndrome (ACIDS, síndrome de la inmunodeficiencia adquirida por lo comunidad).
El surgimiento de nombres como GRID para denominar la nueva enfermedad obedece a que algunos epidemiólogos que abordaron el problema en sus primeras apariciones encontraron que todos los casos estaban concentrados en personas LGBT. Por lo tanto, dedujeron que el GRID —llamado sida oficialmente poco tiempo después— era una condición inherentemente relacionada con las relaciones sexuales entre dos hombres. 
El término sida (por síndrome de inmunodeficiencia adquirida) fue propuesto en 1982 por investigadores preocupados por la exactitud del nombre de la enfermedad. En este nuevo nombre, los científicos fueron apoyados por políticos que se dieron cuenta de que el término "relacionado con homosexuales" no describía con precisión la epidemiología de la enfermedad.